# Hugo von Schütz
Hans Christian Hugo von Schütz (* 26. Juni 1836 in Plauen; † 29. August 1912 in Zottewitz) war ein deutscher Jurist und Politiker. Schütz war königlich sächsischer Rechtsanwalt und Notar. Von 1869 bis 1878 war er als Bevollmächtigter Mitglied der ersten Kammer des Sächsischen Landtags, wo er ab 1871 mehrmals dem Präsidium angehörte.

## Leben

### Familie
Hugo von Schütz entstammte dem alten, ursprünglich thüringischen Adelsgeschlecht von Schütz aus dem Haus Weißenschirmbach. Sein Vater Hans Hugo Guido von Schütz (* 15. November 1800 in Borna; † 1. Juli 1846 in Grimma) war königlich sächsischer Amtshauptmann des Vogtländischen Kreises. Er heiratete 1836 in Zottewitz Toska Amalie von Polentz (* 27. November 1809 in Münchenbernsdorf; † 11. Oktober 1893 in Dresden).
Hugo war eines von vier Kindern des Paares, er hatte noch zwei Brüder und eine Schwester. Sein älterer Bruder Hans fiel am 18. August 1870 als königlich sächsischer Hauptmann während des Deutsch-Französischen Krieges in der Schlacht bei St. Privat. Sein jüngerer Bruder Hans Roderich starb am 31. März 1879 als königlich sächsischer Hauptmann im Schützenregiment 108.

### Beruflicher Werdegang
Schütz besuchte ab Ostern 1850 die Fürstenschule in Meißen, die er Ostern 1856 mit dem Abitur verließ. Im Anschluss studierte er Rechtswissenschaften an der Universität Leipzig. 1859 war Rechtskandidat in Dresden. Ab 1867 arbeitete er als Rechtsanwalt in einer Sozietät und später auch mit einer eigenen Kanzlei in der sächsischen Residenzstadt. Sein Hauptarbeitsgebiet war das Handelsrecht.
Nach dem Inkrafttreten des Gerichtsverfassungsgesetzes war Schütz ab 1879 Rechtsanwalt am neu gegründeten königlichen Oberlandesgericht Dresden und arbeitete dort seit 1887 als Justizrat und Notar. 1891 wurde er Mitglied im Vorstand der Rechtsanwaltskammer in Dresden, deren Vorsitz er von 1897 bis 1902 übernahm. Für seine Verdienste erhielt er 1901 den Titel eines Geheimen Justizrates. 1906 beendete er seine Anwaltschaft und arbeitete nur noch als Notar.
Als solcher verstarb Hugo von Schütz am Abend des 29. August 1912, im Alter von 76 Jahren, nach kurzer Krankheit in Zottewitz. Er wurde am 8. September 1912 auf dem Waldfriedhof Weißer Hirsch bestattet. Schütz blieb unverheiratet, seinen Haushalt führte bis zu seinem Tod seine jüngeren Schwester Johanne Toska Eberhardine. Er war Träger zahlreicher Auszeichnungen, 1893 erhielt er das Ritterkreuz 1. Klasse des Sächsischen Verdienstordens und 1896 das Kommandeurkreuz des russischen Sankt-Stanislaus-Ordens. Schütz war 38 Jahre Aufsichtsratsmitglied der Actien-Bierbrauerei zum Plauenschen Lagerkeller sowie seit ihrer Gründung Mitglied im Aufsichtsrat der Sächsischen Bodencreditanstalt.

### Parlamentarische Arbeit
Friedrich Magnus Graf zu Solms-Wildenfels war als Besitzer der Herrschaft Wildenfels erbliches Mitglied in der Ersten Kammer des Sächsischen Landtags. Er ernannte Hugo von Schütz zum Bevollmächtigten in der sächsischen Ständeversammlung, der er 1869, dem 13. ordentlichen Landtag, erstmals angehörte. In den folgenden 14., 15. und 16. ordentlichen Landtagen war er als zweiter Sekretär Mitglied im Präsidium. Der Ständeversammlung gehörte er bis 1879, dem 17. ordentlichen Landtag an.
Die Erste Kammer des Sächsischen Landtags berief Schütz außerdem als Mitglied in den Staatsgerichtshof und er war als solcher Mitglied im Disziplinargerichtshof in Dresden.